# Epiplema baligrodana
Epiplema baligrodana är en fjärilsart som beskrevs av Sergiusz Toll 1858. Epiplema baligrodana ingår i släktet Epiplema och familjen Uraniidae. Inga underarter finns listade i Catalogue of Life.